# Konrad Białecki
Konrad Piotr Białecki (ur. 1970 w Koninie) – polski historyk, doktor habilitowany nauk humanistycznych, nauczyciel akademicki Uniwersytetu im. Adama Mickiewicza w Poznaniu. Pracownik Instytutu Pamięci Narodowej. Specjalizuje się w zakresie historii Polski po II wojnie światowej, w szczególności dziejów Kościoła katolickiego i innych wspólnot religijnych w tym okresie oraz polityki wyznaniowej PRL. 

## Życiorys
Studia ukończył na Wydziale Historycznym UAM. Tytuł zawodowy magistra uzyskał 31 maja 1995. Tam też na podstawie napisanej pod kierunkiem Przemysława Hausera rozprawy pt. Kościół narodowy w Polsce 1944-1965 21 czerwca 2001 uzyskał stopień naukowy doktora, zaś w 2013 na podstawie dorobku naukowego oraz pracy pt. Klub Inteligencji Katolickiej w Poznaniu w latach 1956-1991 otrzymał stopień doktora habilitowanego nauk humanistycznych w zakresie historii.
Został profesorem nadzwyczajnym w Zakładzie Najnowszej Historii Polski Instytutu Historii UAM. Prowadzi zajęcia dydaktyczne z historii Polski w XX w. i historii PRL, okresowo także z dziejów chrześcijaństwa (m.in. ekumenizmu). Równolegle Naczelnik Oddziałowego Biura Badań Historycznych Instytutu Pamięci Narodowej w Poznaniu.   
Stypendysta Fundacji na Rzecz Nauki Polskiej w 2005.

## Wybrane publikacje
- Działalność dyplomatyczna Jana Dantyszka, "Nasze Historie" nr 1 1994, s. 83-96.
- Dominikanin – inkwizytor w świetle „Practica inquisitionis praevitatis” Bernarda Gui, "Scripta minora" 1996, nr 1, s. 127 – 167.
- Parafie Kościoła polskokatolickiego w Poznaniu w latach 1947 – 1975, "Rocznik Archiwalno–Historyczny" 1998, s. 111–121.
- Biskup Franciszek Hodur w publikacjach rzymskokatolickich, [w:] Biskup Franciszek Hodur. Życie, dokonania, znaczenie, red. J. Jezierski, Olsztyn 2001, s. 175–190.
- Konflikty wyznaniowe w XVI i XVII wiecznej Francji widziane oczyma ówczesnych Polaków, "Mazowieckie Studia Humanistyczne" 2002, nr 2, s. 21 – 30.
- Wpływ konfliktów o podłożu narodowościowym na funkcjonowanie Kościoła rzymskokatolickiego w USA na przełomie XIX i XX w., [w:] Problemy narodowościowe w Europie Środkowo-Wschodniej w XIX i XX wieku, red. A. Czubiński, P. Okulewicz, T. Schramm, Poznań 2002, s. 183 – 195.
- Kościół Narodowy w Polsce w latach 1944-1965, Poznań 2003.
- "Sprawa księdza Maksymiliana Rode" jako przykład stosunku władz do "księży pozytywnych", [w:] Z dziejów Kościoła katolickiego w Wielkopolsce i na Pomorzu Zachodnim, Poznań 2004, s. 67-74.
- Tradycja narodowa w pismach Franciszka Hodura, [w:] Tradycja i kościelne tradycje, red. J. Jezierski, Olsztyn 2004, s. 139 – 147.
- Lepsi katolicy? [w:] "Biuletyn IPN", 3/38/2004.
- [redakcja] Marzec 1968 w Wielkopolsce, Poznań 2005.
- Represje wobec zbuntowanego miasta – śledztwa i procesy uczestników Poznańskiego Czerwca `56, "Zeszyty Naukowe Akademii Obrony Narodowej" 2006, nr 3A, s. 104 – 112.
- Les problèmes confessionnels en France du XVI et XVII siècles aux yeux des Polonais de l`époque, [w:] Stratégies de la Contre-Reforme en France et en Pologne, Poznań 2006, s. 65 – 72.
- Les Allemands et les Français à travers le miroir déformant du dessin satirique polonais pendant la période de la République Populaire de Pologne, [w:] Amis et ennemis héréditaires. Les stéréotypes nationaux, Poznań 2006, s. 175 – 181.
- Śledztwo prowadzone przed "procesem trzech" w świetle zachowanych materiałów UB [w:] Poznański Czerwiec 1956. Uwarunkowania – przebieg – konsekwencje..., red. K. Białecki, S. Jankowiak, Poznań 2007, s. 191 – 205.
- [redakcja] Poznański Czerwiec 1956 : uwarunkowania - przebieg - konsekwencje. Materiały z międzynarodowej konferencji naukowej, Poznań 22-23 czerwca 2006, Instytut Historii UAM, Poznań 2007 (wspólnie ze S. Jankowiakiem).
- Chrześcijańskie Kościoły mniejszościowe wobec orędzia biskupów polskich do biskupów niemieckich, obchodów Milenium Chrztu Polski i Tysiąclecia Państwa Polskiego, [w:] Milenium kontra Tysiąclecie 1966 r., red. K. Białecki, J. Miłosz, S.Jankowiak, Poznań 2007, s. 107 – 129.
- Dzieje poznańskiego Klubu Inteligencji Katolickiej w latach 1957 – 1991, Poznań 2007.
- [redakcja] Milenium kontra tysiąclecie - 1966, Poznań 2007 (wspólnie z J. Miłoszem i S. Jankowiakiem).
- Najważniejsze założenia polityki wyznaniowej państwa i ich realizacja w latach 1945 – 1956, [w:] Władze wobec Kościołów i związków wyznaniowych w Wielkopolsce w latach 1945 – 1956, red. K. Białecki, Poznań 2008, s. 11 – 28.
- [redakcja]Władze wobec Kościołów i związków wyznaniowych w Wielkopolsce w latach 1945-1956, Poznań 2008.
- L`Église national, entre le pouvoir communiste et l`Église catholique, [w:] Consience nationale, État et religions, red. P. Werly, Strasbourg 2008, s. 151 – 162.
- Être protestant dans une Pologne catholique romain [w:] Religion et nation. Entre l`universel et les particularismes. Actes du XIV Colloque Poznań – Strasbourg 28 – 29 septembre 2006, red. M. Forycki, M. Serwański, Poznań 2008, s. 251 – 261.
- Între încercarea de protejare a structulilor statului renãscut și cãutarea dreptãţii istorice. Lustrația à la polonaise [w:] Școala memoriei, București 2008, s. 534 – 555.
- [wstęp] Solidarni z Rumunią : grudzień 1989 - styczeń 1990 = Solidari cu România : decembrie 1989 - ianuarie 1990, Warszawa - Poznań 2009.
- Doktor Mieczysław Luziński (7 XII 1900 – 16 I 1969), Poznań 2009.
- [redakcja] Władze wobec Kościołów i związków wyznaniowych w Wielkopolsce w latach 1956-1970, Poznań 2009.